# Kali hexacloroplatinat
Kali hexacloroplatinat là một hợp chất vô cơ với công thức phân tử là K2PtCl6. Nó là một chất rắn màu vàng, là ví dụ điển hình về một muối kali ít tan. Muối này có hai anion hexacloroplatinat(IV), cấu trúc tinh thể bát diện với ion platin làm tâm.
Sự kết tủa của hợp chất này từ các dung dịch của axit hexacloroplatinic trước đây được sử dụng để xác định kali bằng cách phân tích trọng lượng. 

## Ứng dụng
Ứng dụng hữu ích của kali hexacloroplatinat là một chất trung gian trong việc thu hồi platin từ chất thải.

## Điều chế
Kali hexacloroplatinat có thể bị khử bởi hydrazin hydro chloride để tạo ra muối tetracloroplatinat tương ứng.